# Pseudoleskea plagiostoma
Pseudoleskea plagiostoma är en bladmossart som beskrevs av C. Müller 1872. Pseudoleskea plagiostoma ingår i släktet Pseudoleskea och familjen Leskeaceae. Inga underarter finns listade i Catalogue of Life.